# Baronetes Heathcote
Houve dois baronetcados criados para pessoas com o sobrenome Heathcote, ambos no Baronetado da Grã-Bretanha e ambos criados em 1733. Os detentores da primeira criação foram posteriormente elevados à nobreza como Barão Aveland e Conde de Ancaster, títulos hoje extintos. No entanto, ambos os baronetes ainda existem Desde 2008.
O Baronetcado Heathcote, de Londres, foi criado no Baronetado da Grã-Bretanha em 17 de janeiro de 1733 para Gilbert Heathcote, Lorde Prefeito de Londres em 1711 e um dos fundadores do Banco da Inglaterra.  Seu filho, o segundo baronete, representou Grantham e Bodmin na Câmara dos Comuns . Ele foi sucedido por seu filho, o terceiro baronete, que se sentou como membro do Parlamento por Shaftesbury . Seu filho, o quarto baronete, representou Lincolnshire e Rutland no Parlamento como Whig . Após sua morte, os títulos passaram para seu filho, o quinto baronete . Ele foi membro do Parlamento por Boston, South Lincolnshire e Rutland e serviu como Lorde Tenente de Lincolnshire. Em 1856 foi criado Barão Aveland, de Aveland, no Condado de Lincoln, no Pariato do Reino Unido. Lord Aveland casou-se com Clementina Drummond-Willoughby, 24.ª Baronesa Willoughby de Eresby (descendente dos Duques de Ancaster e Kesteven ). Ambos foram sucedidos por seu filho, o segundo e o vigésimo quinto barão, respectivamente. Em 1872, ele assumiu por licença real os sobrenomes adicionais de Willoughby e Drummond. Lord Aveland representou Boston e Rutland na Câmara dos Comuns como um liberal . Em 1892, o título de Ancaster mantido por seus ancestrais maternos foi revivido quando ele foi feito Conde de Ancaster, no Condado de Lincoln. Ele foi sucedido por seu filho, o segundo conde. Ele foi membro do Parlamento por Horncastle e serviu como Lorde Tenente de Rutland.
Seu filho, o terceiro conde, representou Rutland e Stamford na Câmara dos Comuns e serviu como Lorde Tenente de Lincolnshire. Em 1951, ele foi convocado para a Câmara dos Lordes por meio de um mandado de aceleração do título júnior de seu pai, Barão Willoughby de Eresby . Ele sucedeu seu pai mais tarde naquele ano. Seu único filho e herdeiro Timothy, Lord Willoughby de Eresby, desapareceu no mar em 1963. Como resultado, com a morte de Lord Ancaster em 1983, a baronia de Aveland e o condado foram extintos, enquanto ele foi sucedido na baronia de Willoughby de Eresby por sua filha Nancy. O título de Baronete de Heathcote também sobreviveu e foi herdado pelo parente do falecido conde, o nono baronete. Ele era descendente de Robert Heathcote, terceiro filho do terceiro baronete, e foi brigadeiro do exército britânico. Ele foi sucedido por seu filho quando morreu aos 100 anos em 2014. O titular do Condado de Ancaster era o titular sênior do título de Lorde Grande Camareiro. O honorável Claud Heathcote-Drummond-Willoughby, segundo filho do primeiro conde de Ancaster, foi um político conservador.
O Baronetcado Heathcote, de Hursley no Condado de Southampton, foi criado no Baronetado da Grã-Bretanha em 16 de agosto de 1733 para William Heathcote .  Ele representou Buckingham e Southampton na Câmara dos Comuns . O terceiro baronete foi membro do Parlamento por Hampshire. O quarto baronete representou Hampshire no Parlamento como conservador . Ele assumiu o sobrenome adicional de Freeman. O quinto baronete foi membro conservador do Parlamento por Hampshire, North Hampshire e Universidade de Oxford e foi admitido no Conselho Privado em 1870. O nono baronete foi bispo anglicano de New Westminster, na Colúmbia Britânica . Henry Heathcote, quarto filho do terceiro baronete, recebeu o título de cavaleiro e se tornou almirante da Marinha Real, enquanto Gilbert Heathcote, filho mais novo do terceiro baronete, também teve uma carreira naval, tornando-se um capitão do posto.
O primeiro baronete casou-se com Lady Elizabeth Parker, filha única de Thomas Parker, 1.º Conde de Macclesfield. O condado de Macclesfield e seu título subsidiário, o viscondado de Parker, foram criados com o restante, na ausência de descendência masculina, para a filha do conde, Elizabeth, e os herdeiros masculinos de seu corpo. Como resultado, todos os descendentes masculinos de Sir William Heathcote e Lady Elizabeth, incluindo o atual Baronete, são uma lembrança especial desses títulos.

## Baronetes Heathcote, de Londres (1733)

Escudo dos baronetes Heathcote, em Londres

- Sir Gilbert Heathcote, 1.º Baronete (1652–1733)
- Sir John Heathcote, 2.º Baronete (1689–1759)
- Sir Gilbert Heathcote, 3.º Baronete (falecido em 1785)
- Sir Gilbert Heathcote, 4.º Baronete (1773–1851)
- Sir Gilbert John Heathcote, 5.º Baronete (1795–1867) (criado Barão Aveland em 1856)

## Barões Aveland (1856)
- Gilbert John Heathcote, 1.º Barão Aveland (1795–1867)
- Gilbert Henry Heathcote-Drummond-Willoughby, 2.º Barão Aveland (1830–1910) (criado Conde de Ancaster em 1892)

## Condes de Ancaster (1892)
- Gilbert Henry Heathcote-Drummond-Willoughby, 1.º Conde de Ancaster (1830–1910)
- Gilbert Heathcote-Drummond-Willoughby, 2.º Conde de Ancaster (1867–1951)
- Gilbert James Heathcote-Drummond-Willoughby, 3.º Conde de Ancaster (1907–1983)
  - Timothy Gilbert Heathcote-Drummond-Willoughby, Lorde Willoughby de Eresby (1936–1963)

## Baronetes Heathcote, de Londres (1733; revertido)
- Sir Gilbert Simon Heathcote, 9.º Baronete (1913–2014)
- Sir Mark Simon Robert Heathcote, 10.º Baronete (nascido em 1941)

## Baronetes Heathcote, de Hursley (1733)

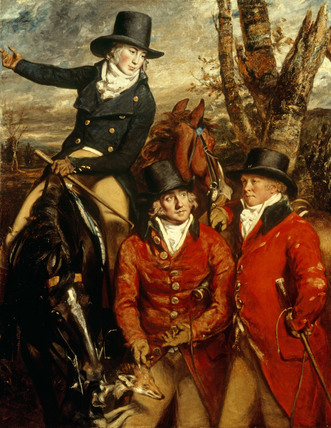
O Rev. William Heathcote (1772–1802), a cavalo (filho do 3.º Baronete); Sir William Heathcote de Hursley, 3º Baronete (1746–1819), segurando seu cavalo e chicote; e o Major Vincent Hawkins Gilbert, MFH, segurando uma máscara de Fox. A sede da família Heathcote era Hursley House. Daniel Gardner retratou os três cavalheiros na caça em 1790.

- Sir William Heathcote, 1.º Baronete (1693–1751)
- Sir Thomas Heathcote, 2.º Baronete (1721–1787)
- Sir William Heathcote, 3.º Baronete (1746–1819)
- Sir Thomas Freeman-Heathcote, 4.º Baronete (1769–1825)
- Sir William Heathcote, 5.º Baronete (1801–1881)
- Sir William Perceval Heathcote, 6.º Baronete (1826–1903)
- Sir William Arthur Heathcote, 7.º Baronete (1853–1924)
- Sir Gilbert Redvers Heathcote, 8.º Baronete (1854–1937)
- Sir Francis Cooke Caulfeild Heathcote, 9.º Baronete (1868–1961)
- Sir Leonard Vyvyan Heathcote, 10.º Baronete (1885–1963)
- Sir Michael Perryman Heathcote, 11.º Baronete (1927–2007)
- Sir Timothy Gilbert Heathcote, 12.º Baronete (nascido em 1957)

O herdeiro presuntivo é o irmão mais novo do atual titular, George Benjamin Heathcote (nascido em 1965).